# Бикчентаев, Анвер Гадеевич
Анвер Гадеевич Бикчентаев (тат. Әнвәр Һади улы Бикчәнтәев; 4 октября 1913, Уфа — 18 мая 1989, там же) — советский писатель, сценарист и журналист. Заслуженный работник культуры РСФСР (1973).

## Биография
Родился 4 октября (21 сентября по старому стилю) 1913 года в Уфе. Татарин. В 1921 году семья переехала в Оренбург.
в 1928—1931 годах учился в Оренбурге в татарском педагогическом техникуме. После его окончания был направлен на работу среди татарского населения Архангельска. В 1931—32 гг. — завуч татарской школы. Тогда же увлекся авиацией, межпланетными путешествиями. Увлечение привело Бикчентаева в Московский авиационный институт. Через некоторое время бросил институт и отправился на Дальний Восток. Учительствовал в деревне Новая Уфа Мазановского района, создавал там комсомольские организации.
Родители Анвера Бикчентаева любили и увлекались литературой так, что знать все стихи Габдуллы Тукая и покупать каждую книгу Мажита Гафури вошло в привычку. На Анвера это произвело немалое влияние.
В 1933 году вернулся в Уфу и начал работать в республиканской газете «Коммуна».
В 1935—1936 годах служил в Красной Армии. После демобилизации вновь возвратился к журналистской деятельности, в течение 30 лет работал литературным сотрудником в газетах «Молодой коммунар», «Водник Башкирии», «Швейник Башкирии», «Кызыл тан», «Советская Башкирия» и в военной печати.

Башкирские журналисты Гали Фазлыев и Кудим Муртазин стали секретарями комсомольских бюро стрелковых полков, Анвер Бикчентаев — помощником начальника политотдела дивизии по комсомолу, Леонид Осин — старшим инструктором по оргпартработе политотдела дивизии, затем — редактором дивизионной газеты «Победа за нами».— Василевский А. А. 21-я гвардейская. Уфа,1984. (стр. 6)
После начала Великой Отечественной войны с должности заместителя редактора газеты «Ленинец» уходит добровольцем на фронт, выводил отряд из окружения; окончил курсы комиссаров и нёс службу на различных фронтах. В звании гвардии политрука Анвер Бикчентаев проходил службу на должности помощника начальника политотдела по комсомолу 21-й гвардейской дивизии. Работал военным корреспондентом газеты 27-й армии и 2-го Украинского фронта. Участвовал в боях на Курской дуге, в сражениях за Карпаты и Дунай, в освобождении Венгрии и взятии Вены.
В 1942 году был принят в члены КПСС.
За боевые заслуги гвардии майор А. Бикчентаев награждён орденами Боевого Красного Знамени (1942), Красной Звезды(1943), Отечественной войны I степени (1985), Отечественной войны II степени (1944), боевыми медалями.
В послевоенные годы (1945—1947) работал литературным сотрудником газеты «Советская Башкирия», а с 1947 года занимается лишь литературным трудом.
В 1954—1956 годах А. Бикчентаев учился на высших литературных курсах при Союзе писателей СССР и одновременно закончил заочное отделение Литературного института им. А. М. Горького.
В течение ряда лет работал членом редколлегии литературного еженедельника «Литературная Россия», журнала «Хэнэк» («Вилы»), являлся членом редколлегии журнала «Пионер» (Уфа), «Башкортостан кызы» («Дочь Башкортостана»).
За заслуги в развитии литературы и искусства награждён орденом Октябрьской революции (1972) и орденом «Знак Почёта». Ему присуждена комсомольская премия имени Г. Саляма. А. Бикчентаев принимал активное участие в общественной жизни республики. Многие годы он являлся членом правления и партбюро Союза писателей Башкирии и членом правления Союза писателей РСФСР. Лауреат Республиканской премии имени Салавата Юлаева (1974) за романы «Лебеди остаются на Урале», «Я не сулю тебе рая», изданные в 1973 году издательством «Советский писатель», повесть «Прощайте, серебристые дожди», изданную в 1973 году издательством ЦК ВЛКСМ «Молодая гвардия».
Умер 18 мая 1989 года в Уфе. Похоронен на Мусульманском кладбище.

## Творчество
Первый рассказ «Письмо в Лондон» был опубликован 20 января 1934 года в газете «Коммуна». После этого опубликован ряд очерков и заметок.
В 1944 году была издана первая его книга «Красные маки», после этого им было написано два романа, шесть повестей и множество рассказов и киносценариев. Заметное место среди них занимают произведения для детей.

## Произведения
- Большой оркестр. Повесть. (1957)[4]
- Дочь посла. Повесть.
- Девушка в шароварах. Рассказы.
- Маленький адъютант. Повесть.
- Адъютанты не умирают. Повесть. (1963)
- Я не сулю тебе рая. Роман. (1965)
- Мальчики с побережья. Повесть.
- Красные маки. Рассказы. (1943)
- Клавдия Абрамова
- Сколько тебе лет, комиссар? Повесть. (1966)
- Прощайте, серебристые дожди. Повесть.(1973)
- Новеллы о русском солдате. (1946)
- Волны Караидели. Рассказы.
- Орёл умирает на лету. Повесть. (1965), переработано; в первом издании называлась Право на бессмертие. (1950)
- Лебеди остаются на Урале (Путь к Карасаю). (1956)
- Семь атаманов и один судья (1980)
- Весна, похожая на крик. Роман. (1981)

## Награды и звания
- Орден Красного Знамени (1942)
- Орден Красной Звезды (1943)[2]
- Орден Отечественной войны I степени (1985)
- Орден Отечественной войны II степени (1945)[5]
- Орден Октябрьской Революции (1972)
- Орден «Знак Почёта» (1963)
- Заслуженный работник культуры РСФСР (1973)
- Лауреат Республиканской премии имени Салавата Юлаева (1974)
- Лауреат премии имени Г. Саляма (1967)